# Marumori, Miyagi
Marumori (丸森町 Marumori-machi) là một thị trấn thuộc huyện Igu, tỉnh Miyagi, Nhật Bản. Tính đến ngày 1 tháng 10 năm 2020, dân số ước tính thị trấn là 12.262 người và mật độ dân số là 45 người/km2. Tổng diện tích thị trấn là 273,3 km2.

## Địa lý

### Đô thị lân cận
- Miyagi
  - Kakuda
  - Shiroishi
  - Yamamoto
- Fukushima
  - Sōma
  - Date
  - Shinchi

### Khí hậu
| Dữ liệu khí hậu của Marumori, Miyagi     | Dữ liệu khí hậu của Marumori, Miyagi | Dữ liệu khí hậu của Marumori, Miyagi | Dữ liệu khí hậu của Marumori, Miyagi | Dữ liệu khí hậu của Marumori, Miyagi | Dữ liệu khí hậu của Marumori, Miyagi | Dữ liệu khí hậu của Marumori, Miyagi | Dữ liệu khí hậu của Marumori, Miyagi | Dữ liệu khí hậu của Marumori, Miyagi | Dữ liệu khí hậu của Marumori, Miyagi | Dữ liệu khí hậu của Marumori, Miyagi | Dữ liệu khí hậu của Marumori, Miyagi | Dữ liệu khí hậu của Marumori, Miyagi | Dữ liệu khí hậu của Marumori, Miyagi |
| Tháng                                    | 1                                    | 2                                    | 3                                    | 4                                    | 5                                    | 6                                    | 7                                    | 8                                    | 9                                    | 10                                   | 11                                   | 12                                   | Năm                                  |
| ---------------------------------------- | ------------------------------------ | ------------------------------------ | ------------------------------------ | ------------------------------------ | ------------------------------------ | ------------------------------------ | ------------------------------------ | ------------------------------------ | ------------------------------------ | ------------------------------------ | ------------------------------------ | ------------------------------------ | ------------------------------------ |
| Cao kỉ lục °C (°F)                       | 17.1 (62.8)                          | 21.3 (70.3)                          | 25.5 (77.9)                          | 31.8 (89.2)                          | 34.2 (93.6)                          | 35.6 (96.1)                          | 37.6 (99.7)                          | 37.2 (99.0)                          | 35.6 (96.1)                          | 30.8 (87.4)                          | 26.3 (79.3)                          | 20.8 (69.4)                          | 37.6 (99.7)                          |
| Trung bình ngày tối đa °C (°F)           | 6.0 (42.8)                           | 6.9 (44.4)                           | 10.6 (51.1)                          | 16.4 (61.5)                          | 21.2 (70.2)                          | 23.8 (74.8)                          | 27.1 (80.8)                          | 28.6 (83.5)                          | 25.1 (77.2)                          | 20.0 (68.0)                          | 14.5 (58.1)                          | 8.8 (47.8)                           | 17.4 (63.4)                          |
| Trung bình ngày °C (°F)                  | 1.3 (34.3)                           | 1.8 (35.2)                           | 4.9 (40.8)                           | 10.3 (50.5)                          | 15.7 (60.3)                          | 19.2 (66.6)                          | 22.8 (73.0)                          | 24.0 (75.2)                          | 20.3 (68.5)                          | 14.4 (57.9)                          | 8.4 (47.1)                           | 3.6 (38.5)                           | 12.2 (54.0)                          |
| Tối thiểu trung bình ngày °C (°F)        | −3.7 (25.3)                          | −3.4 (25.9)                          | −1.0 (30.2)                          | 3.7 (38.7)                           | 10.2 (50.4)                          | 15.2 (59.4)                          | 19.3 (66.7)                          | 20.3 (68.5)                          | 16.2 (61.2)                          | 9.2 (48.6)                           | 2.6 (36.7)                           | −1.5 (29.3)                          | 7.3 (45.1)                           |
| Thấp kỉ lục °C (°F)                      | −15.7 (3.7)                          | −16.7 (1.9)                          | −13.3 (8.1)                          | −7.5 (18.5)                          | −0.1 (31.8)                          | 6.0 (42.8)                           | 10.8 (51.4)                          | 11.1 (52.0)                          | 4.3 (39.7)                           | −2.5 (27.5)                          | −5.7 (21.7)                          | −12.8 (9.0)                          | −16.7 (1.9)                          |
| Lượng Giáng thủy trung bình mm (inches)  | 52.9 (2.08)                          | 35.8 (1.41)                          | 73.7 (2.90)                          | 90.9 (3.58)                          | 99.9 (3.93)                          | 126.8 (4.99)                         | 176.0 (6.93)                         | 169.0 (6.65)                         | 210.0 (8.27)                         | 168.0 (6.61)                         | 57.6 (2.27)                          | 38.9 (1.53)                          | 1.298,7 (51.13)                      |
| Số ngày giáng thủy trung bình (≥ 1.0 mm) | 6.0                                  | 5.1                                  | 8.0                                  | 8.0                                  | 9.4                                  | 11.7                                 | 14.2                                 | 12.3                                 | 12.3                                 | 9.1                                  | 5.8                                  | 6.1                                  | 108                                  |
| Số giờ nắng trung bình tháng             | 168.1                                | 165.4                                | 187.2                                | 190.7                                | 193.3                                | 142.2                                | 130.4                                | 152.5                                | 125.9                                | 143.0                                | 148.7                                | 154.6                                | 1.901,2                              |
| Nguồn: Cục Khí tượng Nhật Bản            |                                      |                                      |                                      |                                      |                                      |                                      |                                      |                                      |                                      |                                      |                                      |                                      |                                      |